# 泗水战役

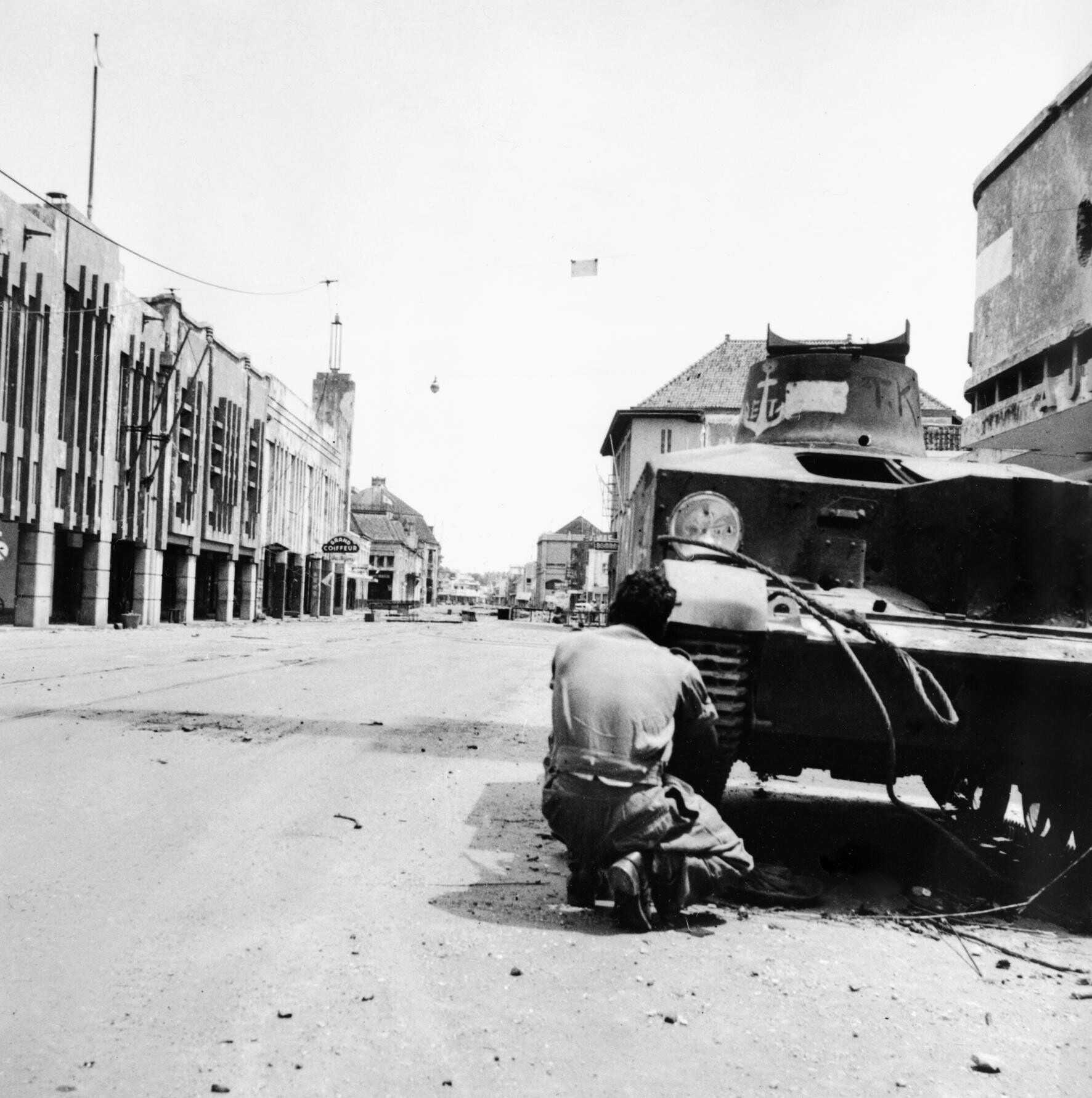
泗水战役

泗水战役是印度尼西亚民族革命期間的一场战役，對陣雙方是印度尼西亚民族主義武裝力量以及英属印度陆军。

## 背景
第二次世界大戰日本投降後，英國派出英属印度陆军來到荷屬東印度，目的是接管荷屬東印度境內剩餘的日軍以及將荷屬東印度歸還給荷蘭。但已經宣佈獨立的印度尼西亞並不歡迎英國部隊的抵達。

## 衝突
1945年10月底，英军抵达泗水。  10月30日，英国指挥官在一场小规模冲突中身亡，随后雙方爆发战斗。 英国于11月10日开始在空袭的掩护下扫荡印尼軍隊。在此後的三天内，泗水一半的區域基本就被英属印度陆军占领了。三個禮拜後的11月29日，印度尼西亚民族主義武裝力量被驅逐出泗水。英军一直轰炸泗水直到12月2日。印尼士兵的死亡人数估计在6,300至15,000人之间，大约有 20 万人逃离了泗水。英属印度陆军有295人死亡或失踪。